# Monument over Englandsfarten

Monument over Englandsfarten

Frontansicht

Monument over Englandsfarten ist ein Denkmal in der norwegischen Stadt Ålesund.
Das Denkmal erinnert an die norwegischen Englandfahrer, die zwischen 1940 und 1945 aus dem von Deutschland besetzten Norwegen mit Schiffen in Richtung Großbritannien insbesondere nach Schottland, den Orkney- oder Shetlandinseln flohen. 320 Menschen kamen hierbei ums Leben, 3300 gelang die Flucht. Das Denkmal befindet sich in einer kleinen Parkanlage auf der Ostseite des Hafens von Ålesund am Skateflukaia. Es wurde von Olav Stavseng geschaffen. Der Beschluss zur Aufstellung erfolgte im Jahr 1993, die Arbeiten wurden von Mai 1994 bis Mai 1995 durchgeführt. Die Enthüllung fand am 8. Mai 1995, dem 50. Jahrestag des Endes des Zweiten Weltkriegs, durch Kronprinz Haakon statt.
Die Finanzierung erfolgte durch Privatpersonen, Unternehmen und Institutionen im In- und Ausland, staatlichen Behörden, Gemeinden in West-Norwegen, Møre og Romsdal und Ålesund.
Das Denkmal zeigt als Skulptur den Bug eines durch Wellen fahrenden Bootes, auf dem ein junger, ausschauhaltender Mann steht. Die Skulptur befindet sich auf einer hohen steinernen Säule. Die Säule trägt zur Seeseite hin den Schriftzug
ENGLANDS-

FARTEN

1940 - 1945

Auf zwei seitlich an der Säule angebrachten Tafeln befinden sich zwei gleichlautende Inschriften, eine auf Norwegisch, eine auf Englisch:
TIL MINNE OM

320 NORDMENN SOM MISTA LIVET

PÅ LAND OG PÅ HAV

PÅ VEG FRA NORGE TIL ALLIERT HAVN

I ENGLANDSFARTEN

UNDER DEN TYSKE OKKUPASJONEN

1940 - 1945

OG 3300 NORDMENN SOM KOM FRAM

OG KJEMPA SAMMEN

MED ALLIERTE VENNER I KAMPEN

SOM GA OSS VÄR FRIHET
IN MEMORY OF

320 NORWEGIANS

WHO LOST THEIR LIVES

ON LAND OR AT SEA

FOLLOWING THE ESCAPE ROUTE

ACROSS THE NORTH SEA

TO ALLIED HARBOURS

DURING THE GERMAN OCCUPATION

1940 - 1945

AND 3300 NORWEGIANS

WHO SAFELY ARRIVED PORT

AND FOUGHT WITH ALLIED FRIENDS

IN THE BATTLE

THAT GAVE US FREEDOM
(Deutsch: In Gedenken an die 320 Norweger, die ihr Leben an Land oder auf der See verloren, während sie der Fluchtroute über die Nordsee zu den alliierten Häfen während der deutschen Besatzung 1940 - 1945 folgten und an die 3300 Norweger, die den Hafen sicher erreichten und gemeinsam mit den verbündeten Freunden kämpften in dem Kampf, der uns die Freiheit gab.)